# Greene County, Virginia
Greene County är ett administrativt område i delstaten Virginia, USA, med 18 403 invånare. Den administrativa huvudorten (county seat) är Stanardsville. 
Del av Shenandoah nationalpark ligger i countyt. 

## Geografi
Enligt United States Census Bureau har countyt en total area på 407 km². 405 km² av den arean är land och 2 km² är vatten.     

### Angränsande countyn
- Rockingham County - väster
- Page County - nordväst
- Madison County - nordost
- Orange County - sydost
- Albemarle County - söder